# توربین گازی

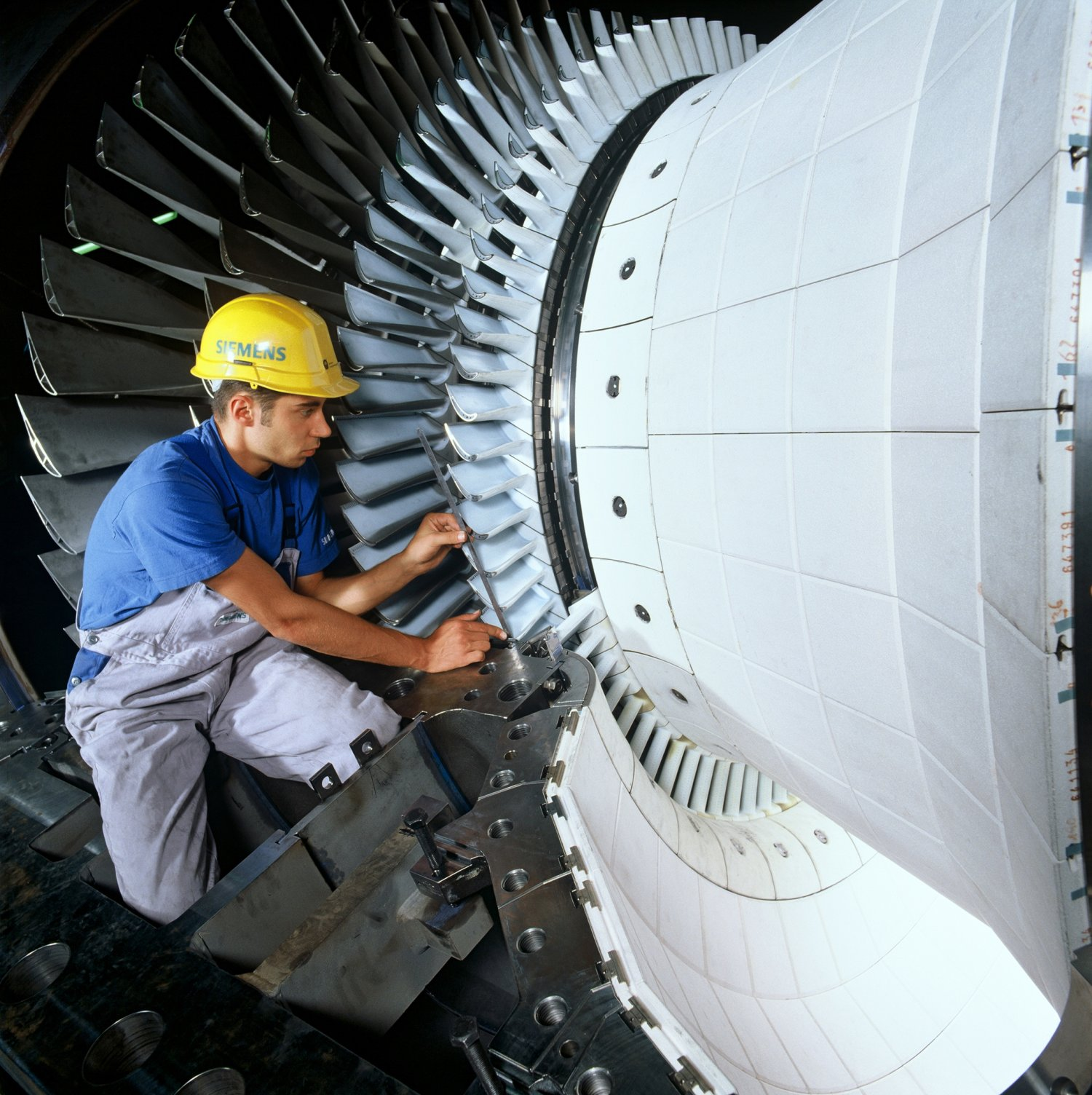
یک توربین گاز زیمنس در دست مونتاژ

توربین گازی (به انگلیسی: Gas Turbine) یک موتور درون‌سوز از گونه ماشین‌های دوار است که بر اساس انرژی گازهای ناشی از احتراق کار می‌کند. کاربرد اصلی آن در نیروگاه‌های گازی و سیکل‌ترکیبی است اما موتور بالگردها، موتور هواپیماهای مسافری، موتور هواپیماهای جنگی و موتور بیشتر کشتی‌های توربینی نیز گونه‌هایی از توربین گازی هستند.

نمونه‌هایی از تنظیمات توربین گازی: (۱) توربوجت، (۲) توربوپراپ، (۳) توربوشفت (ژنراتور برقی)، (۴) توربوفن با بای‌پس بالا، (۵) توربوفن پس‌سوز با بای‌پس کم

هر توربین گاز شامل یک کمپرسور برای فشرده کردن هوا، یک محفظه احتراق برای مخلوط کردن هوا با سوخت و محترق‌کردن آن و یک توربین برای تبدیل انرژی درونی گازهای داغ و فشرده به انرژی مکانیکی است. بخشی از انرژی مکانیکی تولیدشده در توربین، صرف چرخاندن کمپرسور خود توربین شده و باقی انرژی، بسته به کاربرد توربین گاز، ممکن است مولد الکتریکی را بچرخاند (توربو ژنراتور)، به هوا سرعت دهد (توربوجت و توربوفن) یا مستقیماً (یا بعد از تغییر سرعت چرخش توسط جعبه دنده) به همان صورت مصرف شود (توربوشفت، توربوپراپ و توربوفن). یکی از کابردهای توربین گازی پیشرانه توربین گازی خودرو و خودروهای زره‌پوش است به عنوان مثال تانک ابرامز دارای موتور توربین گازی ۱۵۰۰ اسب‌بخاری نیرومند است؛ همچنین تانک تی-۸۰ شوروی دارای یک موتور توربین گازی بسیار پردردسر و کم‌کاربرد بود.
در سال‌های کنونی شاهد پیشرفت سریع موتور توربین گازی بودیم که روزبه‌روز پرکاربردتر می‌شود.

## تاریخچه
در سال ۱۷۹۱ میلادی، یک طراح به نام جان باربر، یک ماشین طراحی کرد که از نظر ماهیت کارکرد شبیه به توربین‌های گاز امروزی بود و ثبت اختراع این طرح را به نام خود کرد. او این توربین را برای به حرکت درآوردن یک کالسکه بدون اسب طراحی کرده بود. در سال ۱۹۰۴ میلادی، یک پروژه ساخت توربین گاز توسط فرانتس استولز در برلین انجام شد که اولین کمپرسور محوری جهان در ساخت آن مورد استفاده قرار گرفته بود، ولی این پروژه ناموفق بود. در طی سال‌های بعد، افراد مختلف بر روی ایده توربین گاز فعالیت کردند، به‌طوری‌که شرکت جنرال الکتریک آمریکا که امروزه بزرگ‌ترین تولیدکنندهٔ توربین گاز در جهان است، در سال ۱۹۸۰ بخش توربین گاز خود را راه‌اندازی کرد. با این وجود، نخستین توربین گازی برای تولید انرژی برق، در سال ۱۹۳۹ میلادی و در شرکت براون، باوری & سی در سوئیس ساخته شد که ظرفیت آن ۴ مگاوات بود.

## مبنای کارکرد

چرخهٔ برایتون، اساس کارکرد توربین‌های گاز

مبنای کار توربین‌های گاز از نظر ترمودینامیکی، بر اساس چرخه برایتون است که در آن، هوا به صورت بی‌دررو فشرده شده، احتراق در فشار ثابت رخ داده و انبساط هوای فشرده و داغ در توربین، به صورت بی‌دررو رخ می‌دهد و هوا به فشار اولیه می‌رسد. در عمل، اصطکاک و توربولانس باعث می‌شوند که:
1. فشرده‌سازی هوا در کمپرسور به صورت بی‌دررو نباشد. این موجب می‌شود که برای دست‌یافتن به یک نسبت فشار معین، دمای خروجی کمپرسور بیشتر از حالت ایدئال باشد.
2. انبساط هوا در توربین به صورت بی‌دررو نباشد. این موجب می‌شود که با ثابت بودن مقدار کاهش دما در توربین، کاهش فشار ناشی از آن افزایش یافته و انبساط کمتری برای تولید کار در توربین فراهم باشد.
3. افت فشار در ورودی هوا، محفظهٔ احتراق و اگزوز وجود داشته باشد. این موضوع باعث می‌شود که نسبت فشار موجود برای تولید کار کاهش یابد. افت فشار در ورودی هوا باعث کاهش فشار در ورودی کمپرسور و در نتیجه کاهش فشار ورودی محفظهٔ احتراق و توربین می‌شود. افت فشار در محفظه و اگزوز، به ترتیب به کاهش فشار ورودی به توربین و افزایش فشار خروجی توربین می‌انجامند که همهٔ این عوامل، باعث کاهش نسبت فشار موجود در توربین برای تولید کار می‌شوند.

با افزایش دمای هوای ورودی به توربین، بازده توربین‌های گاز افزایش می‌یابد؛ بنابراین، بهتر است که این دما هر چه بیشتر انتخاب شود. اما در این مورد از نظر تحمل مواد تشکیل‌دهندهٔ محفظهٔ احتراق و پره‌های توربین، محدودیت وجود دارد؛ بنابراین، در این قسمت‌ها که به آن‌ها بخش‌های داغ، (به انگلیسی: Hot Sections)، گفته می‌شود، از مواد مقاوم به دماهای زیاد مانند ابرآلیاژها استفاده می‌شود. همچنین این قسمت‌ها با استفاده از تکنولوژی‌های پیچیده‌ای، خنک‌کاری می‌شوند.

## گونه‌های توربین گاز

### توربین‌های گاز صنعتی برای تولید توان الکتریکی

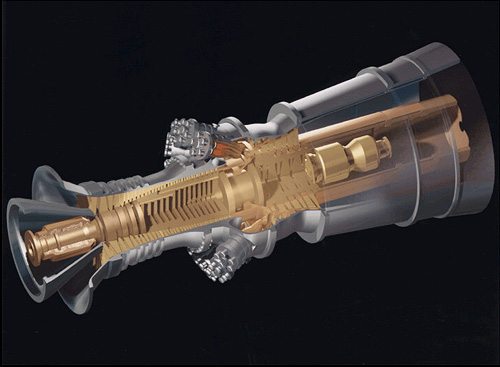
توربین گاز سری H شرکت جنرال الکتریک، این توربین ۴۸۰ مگاواتی در چیدمان سیکل ترکیبی، بازده حرارتی ۶۰٪ دارد.

توربین‌های گاز صنعتی برای تولید توان الکتریکی، که توربو ژنراتور گاز هم نامیده می‌شوند، توربین‌های گازی هستند که توان تولیدشده به وسیلهٔ آنها، مستقیماً یا پس از تغییر سرعت دوران در جعبه‌دنده به ژنراتور منتقل شده و در آنجا به انرژی پتانسیل الکتریکی تبدیل می‌شود. این گونه توربین گاز، می‌تواند به صورت سیکل ساده (به انگلیسی: Single Cycle) یا نیروگاه سیکل ترکیبی (به انگلیسی: Combined Cycle) باشد. در حالت سیکل ساده، گازهای خروجی از اگزوز توربین که می‌توانند تا ۶۰۰ درجه سلسیوس دما داشته باشند، مستقیماً وارد هوا شده و انرژی باقی‌مانده در آن هدر می‌رود؛ ولی در حالت سیکل ترکیبی، یک یا دو توربین گاز با یک توربین بخار کوپل می‌شوند و گازهای خروجی از توربین گاز در بخشی به نام بویلر بازیاب، آب بازگشتی از کندانسور توربین بخار را که توسط پمپ فشرده شده، به بخار تبدیل می‌کنند. در نتیجه در حالت سیکل ترکیبی، از انرژی موجود در گازهای خروجی از اگزوز توربین گاز استفاده شده و بویلر توربین بخار بدون نیاز به سوخت، بخار آب تولید می‌کند؛ بنابراین، با استفاده از این روش، راندمان سیکل افزایش می‌یابد. توربوژنراتورها همچنین می‌توانند به صورت تولید هم‌زمان برق و گرما (به انگلیسی: Cogeneration) استفاده شوند که در این ترکیب، گاز خروجی از آن‌ها برای تولید آب گرم یا هوای گرم ساختمان‌ها و کارخانجات استفاده می‌شود.

### توربین‌های گاز برای تولید انرژی مکانیکی
این گونه از توربین‌های گاز که شامل توربوکمپرسورها و توربوپمپها می‌شوند، توربین‌های گازی هستند که در آن‌ها انرژی تولید شده توسط توربین، صرف به گردش درآوردن یک کمپرسور (جهت فشرده‌کردن یک مادهٔ گازی) یا پمپ (جهت بالابردن فشار یک مایع) می‌شود.

### موتورهای جت

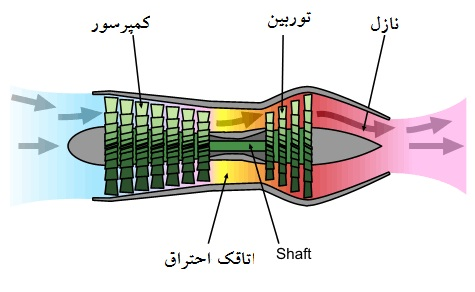
اصول کار توربوجت

موتورهای جت، گونه‎‌ای موتور هستند که از شتاب دادن و تخلیه سیال برای ایجاد پیش‌رانش بر پایه قانون سوم نیوتن استفاده می‌کنند. دو گونه از موتورهای جت یعنی توربوجتها و توربوفنها شامل توربین گاز بوده و در واقع یک گونه توربین گاز هستند.
توربوجت‌ها، گونه‎‌ای توربین گاز هستند که در آن‌ها همهٔ انرژی تولید شده در توربین صرف چرخاندن کمپرسور می‌شود و هوای داغ خروجی از توربین پس از عبور از یک نازل، سرعت گرفته و به صورت یک جت سیال با سرعت زیاد از انتهای آن خارج می‌شود.

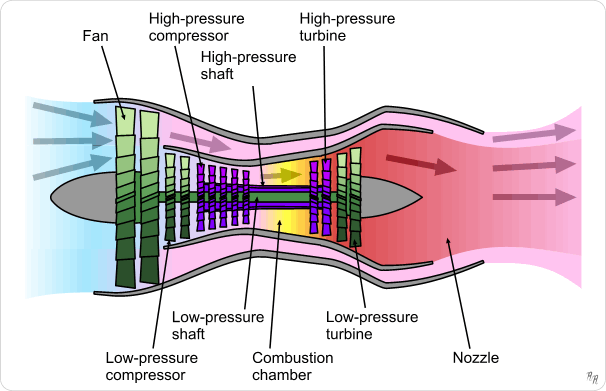
اصول کار موتور توربوفن

توربو فن‌ها، گونه دیگری از موتور جت هستند که در آن‌ها برعکس توربوجت‌ها، همه هوای ورودی به موتور از کمپرسور، محفظهٔ احتراق و توربین عبور نمی‌کند، بلکه بیشتر هوا، پس از عبور از یک یا دو ردیف پره بزرگ که فن نامیده می‌شوند، از مجرای اطراف کمپرسور حرکت کرده و از یک نازل خارج می‌شوند. بخش کمی از هوا از کمپرسور عبور کرده، محترق شده و توربین را می‌چرخاند. انرژی تولیدشده توسط توربین صرف چرخاندن کمپرسور و فن می‌شود؛ بنابراین در این گونه موتور جت، پیش‌رانش هم در اثر جت سیال خروجی و هم در اثر چرخش فن ایجاد می‌شود. بازده حرارتی توربو فن‌ها در سرعت‌های پایین‌تر از سرعت حرکت صوت (ماخ کمتر از ۱) که سرعت حرکت هواپیماهای مسافربری است، از توربوجت‌ها بیشتر است. بنابراین، پس از اختراع توربوفن، به تدریج در هواپیماهای مسافربری از آن‌ها استفاده شد و امروزه موتور بیشتر هواپیماهای مسافربری، توربوفن است.

### توربو شفت‌ها

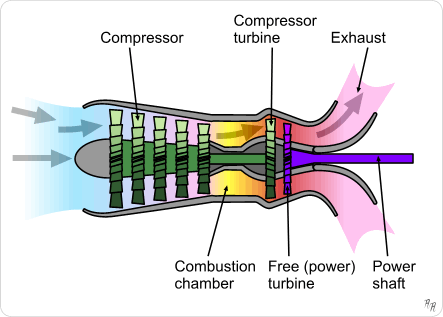
اصول کار توربوشفت

توربوشفت، موتور بیشتر بالگردهای امروزی است که علاوه بر بالگردها در کشتیها، تانکها، هواناوها و برخی قایق‌ها هم کاربرد دارد. توربین گاز در توربو شفت‌ها مشابه توربو کمپرسورها و توربو پمپ‌ها، برای تولید انرژی مکانیکی مورد استفاده قرار می‌گیرد. با این تفاوت که در توربوشفت، انرژی مکانیکی تولیدشده صرف چرخاندن کمپرسور یا پمپ نمی‌شود. در این موتورها، انرژی خروجی از توربین، پس از کاهش سرعت دوران در جعبه‌دنده، باعث چرخاندن پروانه بالگرد، کشتی یا هواناو می‌شود.
موتورهای توربوشفت به صورت دو شفته هستند. شفت نخست که شامل کمپرسور، محفظهٔ احتراق و توربین فشار بالا (High Pressure Turbine) می‌شود، شفت کمپرسور یا شفت مولد گاز (به انگلیسی: Gas Generator Shaft) نامیده می‌شود. شفت دوم که شامل توربین فشار پایین (Low Pressure Turbine) است، توان مکانیکی را به جعبه‌دنده منتقل می‌کند تا پس از کاهش دور به مصرف برسد. این شفت، شفت توان (به انگلیسی: Power Shaft) نامیده می‌شود. همهٔ توان تولیدشده به وسیلهٔ توربین فشار بالا، صرف چرخاندن کمپرسور و ایجاد هوای فشرده می‌شود و از اینرو، این شفت، مولد گاز نامیده می‌شود. توان تولیدی توسط توربین فشار پایین، به مصرف‌کننده منتقل می‌شود.

### توربوپراپ‌ها

اصول کار موتور توربوپراپ

توربوپراپ (به انگلیسی: Turboprop)، گونه‎‌ای موتور هوایی است که معمولاً در هواپیماهای کوچک و کم‌سرعت استفاده می‌شود. این گونه موتور، شبیه به توربوشفت بوده و در آن از گردش محور توربین برای گرداندن ملخ وایجاد پیش‌رانش استفاده می‌شود. توربوپراپ‌ها در سرعت‌های کم، کارایی بهتری نسبت به توربو فن‌ها و توربوجت‌ها دارند ولی در سرعت‌های بیشتر، راندمان آن‌ها کاهش یافته و نویز آن‌ها افزایش می‌یابد.

## سازندگان اصلی توربین گاز
امروزه شرکت‌های اصلی سازندهٔ توربین گاز در جهان عبارتند از:
- جنرال الکتریک
- زیمنس
- آلستوم (اکنون بخش انرژی آن به جنرال الکتریک واگذار شده و هم‌اکنون تنها در صنعت ترابری ریلی فعال است)
- آنسالدو انرجیا
- رولز-رویس هلدینگز
- پرت اند ویتنی
- صنایع سنگین میتسوبیشی (MHI)
- گروه مپنا

## مزایا و معایب توربین‌های گاز

### مزایای توربین‌های گاز
- نسبت توان به وزن بسیار بالا: توربین‌های گاز نسبت به موتورهای رفت و برگشتی با توان یکسان، کوچک‌ترند.[۴]
- زمان راه‌اندازی بسیار کم نسبت توربین‌های حرارتی
- ارتعاش کمتر: به دلیل حرکت در یک جهت ارتعاش توربین‌های گاز از موتورهای رفت و برگشتی کمتر است.
- بخش‌های متحرک کمتر از موتورهای رفت و برگشتی.
- هزینهٔ روغنکاری کمتر

### معایب توربین‌های گاز
- گران‌بودن[۴]
- دمای کاری بالا[۴]
- راندمان کمتر نسبت به موتورهای رفت و برگشتی در حالت بی‌باری[۴]
- کارکرد نامناسب در شرایط نوسان بار[۴]